# Fokozatos tanítás (buddhizmus)
A théraváda buddhizmusban anupubbikathá (vagy ánupubbikathá; anupubbikathā vagy ānupubbikathā) a páli neve a Buddha tanítási módszerének. Különbözőképpen fordítják, mint pl. fokozatos kifejtés, fokozatos utasítás, fokozatos gyakorlás, haladó utasítás és lépésenkénti beszéd. Ez az a módszer, amivel a Buddha a Dhammát tanította a megfelelően fogékony világi embereknek. Ebben a megközelítésben, a négy nemes igazság a teljes tanítás, a fokozatos tanítás utolsó lépcsőfoka.

## A fokozatos tanítás lépcsőfokai
1. Bőkezűség, adakozás - Dána (dāna)
2. Erények - Síla (sīla)
3. Égbolt, menny - Szagga (sagga)
4. Testi örömök veszélyei - Kámána(m) ádínava (kāmānaṃ ādīnava)
5. Lemondás - Nekkhamma (nekkhamma)
6. A négy nemes igazság - Csattári arija-szaccsáni (cattāri ariya-saccāni)

## A Páli kánonból
"A Magasztos sorjában beszélt a dolgokról az előtte ülő Jasza nemes ifjúnak, következőképpen: beszélt az adakozásról, az erkölcsösségről, az égről, a vágyak terhéről, ürességéről, gyötrelmességéről, a vágytalanság üdvéről. Amikor a Magasztos látta, hogy Jasza nemesifjú elméje tiszta, befogadóképes, előítéletmentes, érdeklődő, jószándékú, akkor feltárta előtte azt, ami a Buddhák alapvető tanítása: a szenvedést, annak okát, megszüntetését, az ahhoz vezető utat. És miként a tiszta, folttalan szövet könnyen magába szívja a festéket, éppolyan tisztán, világosan megnyílt a szeme Jasza nemesifjúnak a Tan befogadására ott ültében: “Mindennek, ami keletkezik, meg is kell szűnnie.”

## Fordítás
- Ez a szócikk részben vagy egészben  az   Anupubbikathā című angol Wikipédia-szócikk fordításán alapul.  Az eredeti cikk szerkesztőit annak laptörténete sorolja fel. Ez a jelzés csupán a megfogalmazás eredetét és a szerzői jogokat jelzi, nem szolgál a cikkben szereplő információk forrásmegjelöléseként.